# 厚唇舌唇兰
厚唇舌唇兰（学名：Platanthera mandarinorum sp. pachyglossa）为兰科舌唇兰属下的一个亚种。

## 扩展阅读
- 維基物種上的相關：厚唇舌唇兰